# Juan Manuel Olivera
Juan Manuel Olivera López (ur. 14 sierpnia 1981 w Montevideo) – urugwajski piłkarz występujący na pozycji napastnika, trener piłkarski, od 2025 roku prowadzi Danubio.